# クーサモ
クーサモ (Kuusamo) は、フィンランド、北ポフヤンマー県北東部の町。コイリスマー郡に属する。ロシア国境に接している。
中心部から北に約20kmの所にあるルカを中心にスキー・リゾート地となっており、冬季は多数の観光客を受け入れている。2002年からスキージャンプ、クロスカントリースキー、ノルディック複合のFISワールドカップ開幕戦が開催され、また2005年にはフリースタイルスキー世界選手権が開催された。
アクセスとしては中心部の北約6kmにクーサモ空港が設置されている。

## クーサモ出身の人物
- アンシ・コイブランタ - スキージャンプ選手・元ノルディック複合ワールドカップ覇者。
- ピルッコ・マーッタ - 元クロスカントリースキー選手。
- ヤルッコ・オイカリネン - コンピュータプログラマ。Internet Relay Chat（インターネット・リレー・チャット、略称：IRC）の開発者。

## 外部リンク

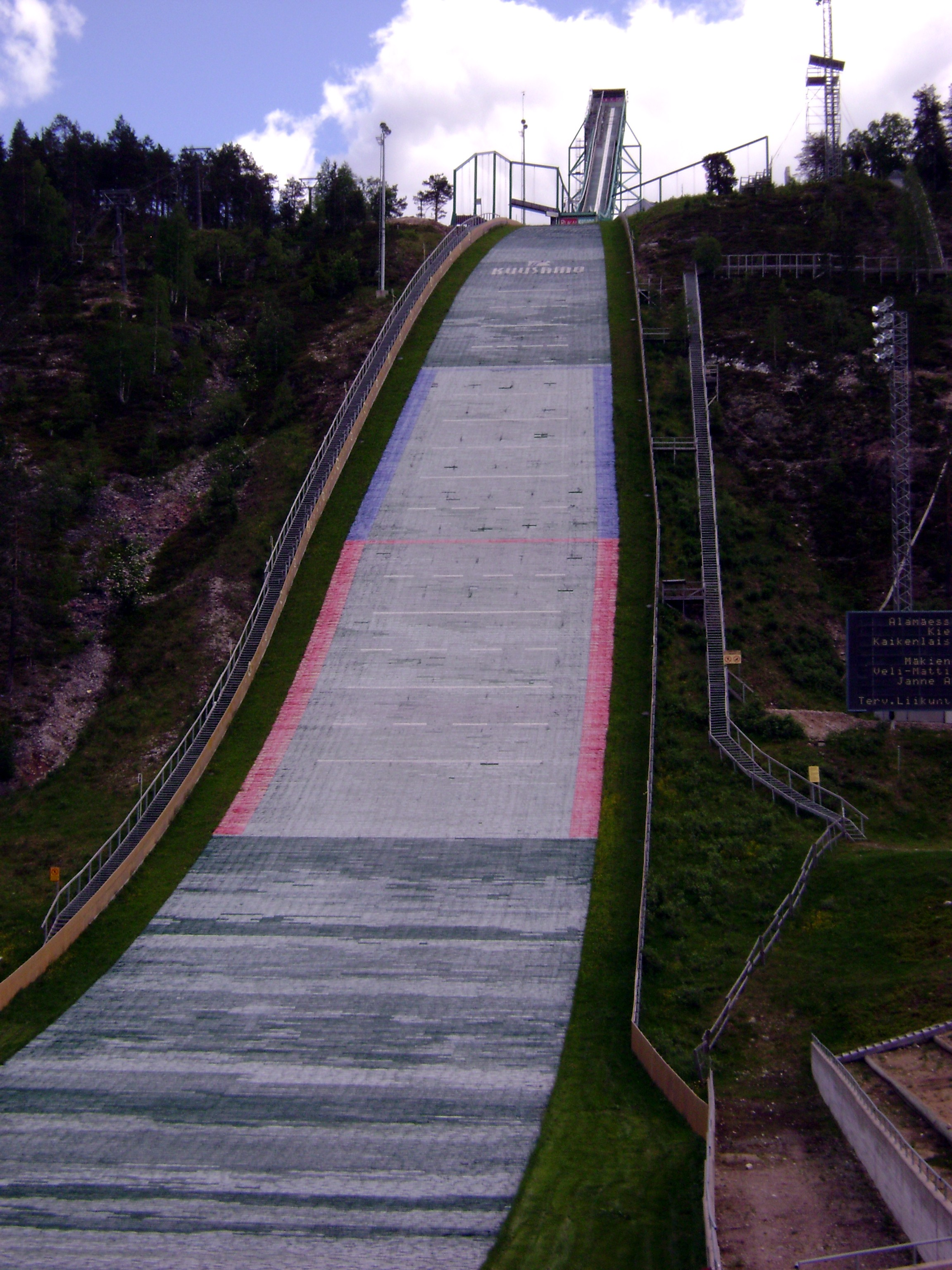
ルカのジャンプ競技場